# Ollomont (België)
Ollomont is een dorpje in de Belgische provincie Luxemburg. Het ligt in Nadrin, een deelgemeente van Houffalize. Ollomont ligt zo'n halve kilometer ten zuidwesten van het centrum van Nadrin en op de hoogte enkele honderden meter ten oosten van de Ourthe.

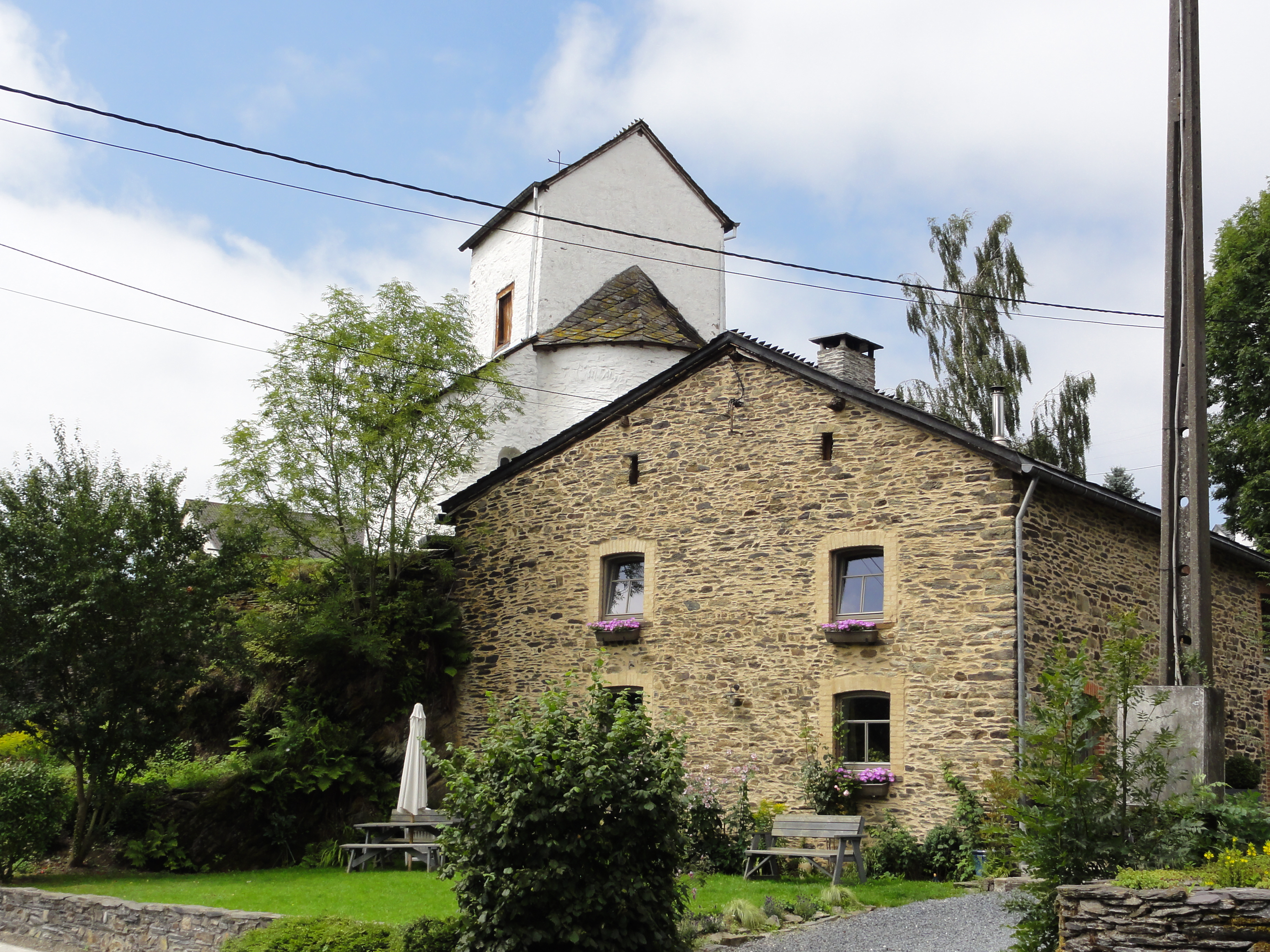
Ollomont met kapel

## Geschiedenis
In de 12de eeuw werd in Ollomont een romaanse kerkje gebouwd. De parochie Ollomont omvatte naast het dorpje ook de gehuchtjes Filly en Nadrin, dat toen kerkelijk dus nog afhankelijk was van Ollomont. De plaats behoorde tot de vrijheerlijkheid Wibrin, afhankelijk van de abdij van Saint-Hubert.
De Ferrariskaart uit de jaren 1770 toont het dorpje Ollomont rond de parochiekerk en iets noordoostelijker het toen nog steeds kleinere gehuchtje Nadrin. Op het eind van het ancien régime werden de gemeenten gecreëerd en in 1823 werd Ollomont bij Wibrin ondergebracht. In 1903 werd het samen met Filly en Nadrin afgesplitst om de nieuwe gemeente Nadrin te vormen.
Het schip van het kerkje van Ollomont was bouwvallig geraakt en werd in 1907 afgebroken. De zetel van de parochie verhuisde de volgende jaren naar het groter geworden Nadrin, waar een nieuwe parochiekerk werd opgetrokken. In 1977 ging Ollomont samen met Nadrin naar de fusiegemeente Houffalize.

## Bezienswaardigheden

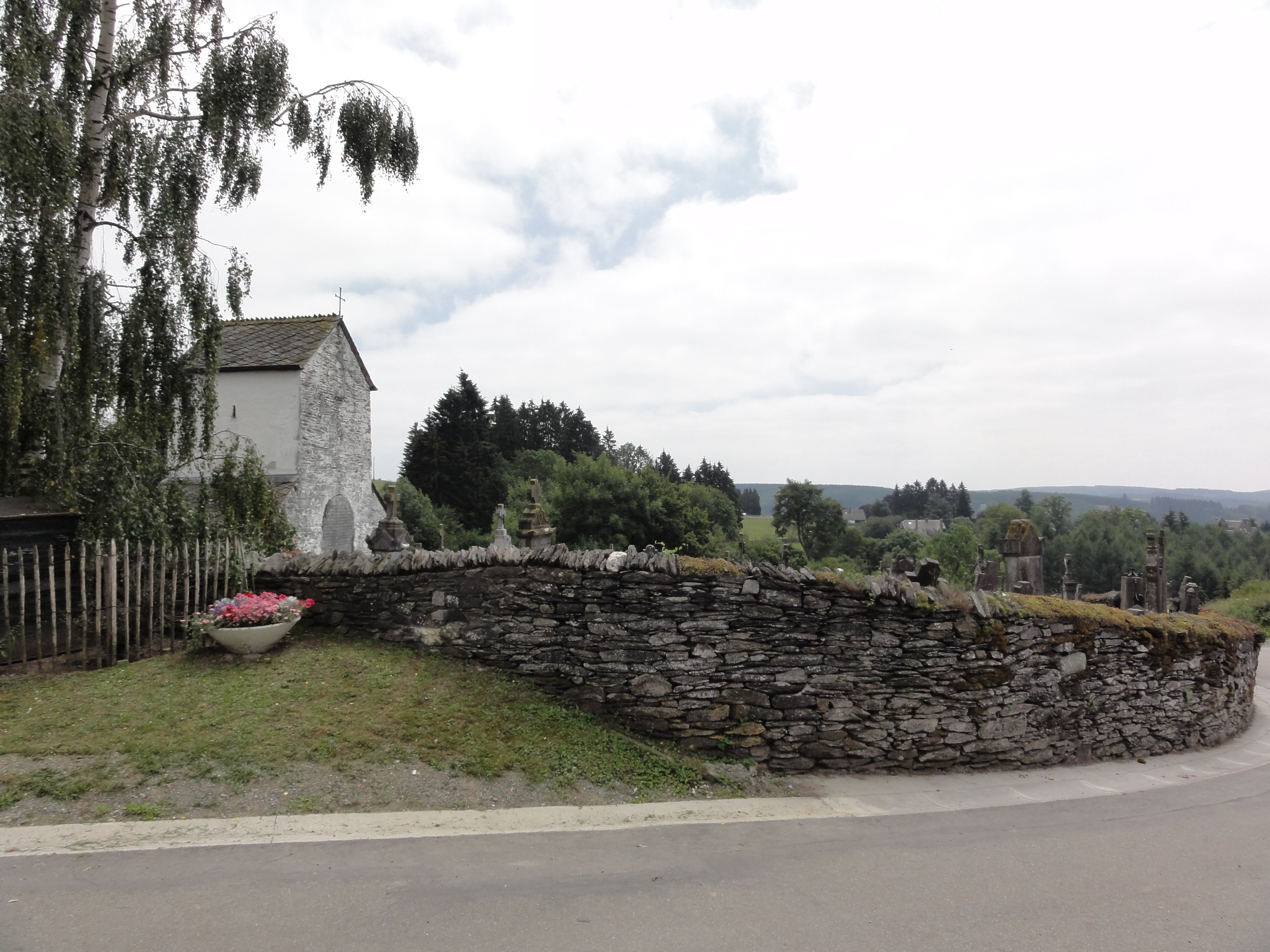
Chapelle Saint-Marguerite en kerkhof

- de Chapelle Sainte-Marguerite, een beschermde kapel die een restant is van de middeleeuwse romaanse parochiekerk